# 18509 Bellini
18509 Bellini è un asteroide della fascia principale. Scoperto nel 1996, presenta un'orbita caratterizzata da un semiasse maggiore pari a 2,6112828 UA e da un'eccentricità di 0,1354908, inclinata di 12,25165° rispetto all'eclittica.